# Андріаманелу
Андріаманелу (*д/н — 1575) — 1-й мпанзака (володар) держави Імерина у 1540—1575 роках.

## Життєпис
По материнській лінії належав до народу вазімба. Син Рахомі (або Рангіти), правительки держави Аласора, та Манелоби з народу мерина, клану зафісоро, який перебрався на високогір'я зі своєї прабатьківщини на південному сході. Визначений спадкоємцем трону. При цьому встановлено, що Андріаманело повинен спадкувати його молодший брат Андріамананітані.
Близько 1540 року Рахомі розділила володіння, надавши Андріаманело Аласору, а його братові — поселення Амбохітрандріананахарі з областю.
Першим розпочав масштабні походи з метою підкорення інших поселень вазімба. Спочатку захопив Меріманджаку на півночі. Слідом виступив проти вождіства Аналаманга, яке фактично розділяло його володіння навпіл. Загалом ці кампанії були успішними, але повністю знищити Аналамангу невдалося. В результаті мета з підкорення центральної частини нагір'я не була досягнута.
В розпал цих подій помирає його молодший брат, в результаті чого Андріаманелу володіння того. Також став активно діяти дипломатично, через шлюби намагаючись приєднати нові вождіства — Амбогідрабібу.
Водночас Андріаманелу активно зміцнював свою столицю, створивши хадівори (сухі рови), хадіфеци (оборонні траншеї) та вавахади (міські ворота, захищені великим кам'яним диском, що діяв наче бар'єр).
Також намагався сприяти розвитку землеробства, тваринництва, рибальства і ремесел. Був першим у високогір'ї, який перетворив низинні болота на зрошувані поля через будівництво дамб у долинах навколо Аласори. Сприяв застосування пірог, обробці заліза та срібла. Впровадив обряд обрізання як особливу відмінінсть народу мерина.
Помер 1575 року. Спадкував йому син Раламбо.